# I Am Frankie
I Am Frankie (Nederlandse titel: Ik ben Frankie) is een Amerikaanse tv-dramaserie gemaakt door Marcela Citterio die op 4 september 2017 als eerste een sneakpreview van de pilotaflevering uitzond. Later ging hij officieel in première op Nickelodeon op 11 september 2017. In november 2017 werd de serie vernieuwd voor een tweede seizoen, die na een special in augustus 2018 officieel in première ging op 10 september 2018 in de Verenigde Staten. In de serie speelt Alex Hook de hoofdrol van Frankie Gaines, een androïde die zichzelf probeert voor te doen als een normaal schoolmeisje. De serie is gebaseerd op de Spaanstalige televisieserie Yo soy Franky, ook gemaakt door Marcela Citterio, welke werd geproduceerd in Colombia voor Nickelodeon Latin America.

## Plot
Sigourney is een wetenschapper die werkt voor het bedrijf Electronic Giga Genetics (EGG) die een tiener-androïde meisje genaamd Frankie heeft ontwikkeld. Wanneer het hoofd van EGG, meneer Kingston, van plan is om Frankie te gebruiken voor het militaire bedrijf Weaponized Android Research Project Agency (WARPA) verlaat Sigourney haar baan en smokkelt Frankie uit EGG. Ze verhuist haar familie zover mogelijk uit de buurt van EGG, zodat Frankie een normaal leven kan leiden. Terwijl Frankie zich aanpast aan een normaal leven als middelbarescholier op Sepulveda High, raakt ze bevriend met een meisje genaamd Dayton en krijgt ze een rivaal genaamd Tammy. Terwijl zij en haar familie hun best doen om haar geheim te bewaren, zodat EGG haar niet vindt, is meneer Kingston vastbesloten om te doen wat nodig is om Frankie op te sporen. Buiten medeweten van meneer Kingston, is hij niet de enige die haar achternazit.

## Rolverdeling
| Acteur/actrice      | Personage        | Nederlandse stem | Seizoenen |
| ------------------- | ---------------- | ---------------- | --------- |
| Alex Hook           | Frankie          | Janouk Kelderman |           |
| Uriel Baldesco      | Lucia            |                  |           |
| Armani Barrett      | Byron            |                  | 1         |
| Kristi Beckett      | Makayla          | Fé van Kessel    |           |
| Kyson Facer         | Andrew           |                  |           |
| Tommi Rose          | Simone           |                  | 2         |
| Sophia Forest       | Jenny            |                  |           |
| Mohana Krishnan     | Tammy            |                  |           |
| Jayce Mroz          | Robbie           |                  | 1         |
| Nicole Alyse Nelson | Dayton           |                  |           |
| Carson Rowland      | Cole             | Dorian Bindels   |           |
| Almina Alzouma      | Rachel           |                  | 2         |
| Zachary Williams    | Zane             |                  | 2         |
| JD Ballard          | meneer Kingston  |                  |           |
| Todd Allen Durkin   | James            |                  |           |
| Joy Kigin           | Ms. Hough        |                  |           |
| Michael Laurino     | Will             |                  |           |
| Carrie Schroeder    | Sigourney        |                  |           |
| Jayme Lake          | Cynthia          |                  | 2         |
| Mark Jacobson       | stem van "PEGS1" |                  | 1         |

## Afleveringen
Seizoen 1
1. "Ik ben ... een Gaines"
2. "Ik ben ... een Rom-Com-fan"
3. "Ik ben ... een radio?"
4. "Ik ben ... mijn vijands vriend"
5. "Ik ben ... op batterijen"
6. "Mijn hart is gebroken"
7. "Ik ben... verdwaald"
8. "Ik ben ... Niet verbonden"
9. "Ik ben ... Crashing"
10. "Ik ben... sprakeloos"
11. "Ik heb... honger"
12. "Ik ben ... op afstand bestuurd"
13. "Ik ben ... opgeschort"
14. "Ik ben... niet alleen"
15. "Ik ben ... iemand op het spoor"
16. "Ik ben ... op stap met een jongen!"
17. "Ik ben ... een succes verhaal"
18. "Ik ben ... ontdekt"
19. "Ik ben ... een schietschijf"

Seizoen 2
1. "Ik ben ... Eliza - Deel 1"
2. "Ik ben ... Eliza - Deel 2"
3. ik ben ...aan het ontsnappen
4. ik ben ...er tussenuit
5. ik ben ...een plaag